# Mohamed Dahalani
Mohamed Dahalani est un homme politique de l'Archipel des Comores né le 1er janvier 1917 à Moroni et mort le 24 juillet 1981 à Bagneux. Il a été député pour le territoire des Comores à l'assemblée nationale française de 1970 à 1977 sur les listes gaullistes de l'UDR. 

## Biographie
Mohamed Dahalani est cousin au deuxième degré de Said Ibrahim. Il fait sa carrière auprès de Said Mohamed Cheikh. Il fut également plusieurs fois membre de l'assemblée territoriale et ministre du conseil de gouvernement du territoire.
Bien qu'ouvertement francophile, c'est le premier des Chatouillés par Zéna M’Déré lorsqu'il débarque à Mayotte pendant la campagne pour le référendum d'indépendance.

### Articles annexes
- Liste des députés des Comores